# Ung thư tế bào đáy
Ung thư tế bào đáy (BCC) là loại ung thư da phổ biến nhất. Nó thường biểu hiện là một vùng da không đau hơi sáng màu, trên có giãn mạch, hoặc có thể biểu hiện giống một vùng lồi lên và loét. Ung thư tế bào đáy phát triển từ từ và có thể gây phá hủy các mô xung quanh nó, nhưng gần như không di căn xa hoặc dẫn đến tử vong.
Các yếu tố nguy cơ bao gồm tiếp xúc với tia tử ngoại, da sáng màu, xạ trị, tiếp xúc với asen kéo dài và người suy giảm chức năng hệ miễn dịch. Tiếp xúc với tia cực tím ở trẻ em đặc biệt độc hại. Giường tắm nắng (tanning bed) đã trở thành một nguồn phóng tia cực tím phổ biến. Chẩn đoán xác định bằng sinh thiết da.
Điều trị thông thường bằng phẫu thuật cắt bỏ. Thực hiện cắt bỏ đơn giản nếu ung thư nhỏ, hoặc sử dụng phương pháp phẫu thuật Mohs. Lựa chọn khác bao gồm phẫu thuật lạnh, hóa trị tại chỗ, laser, hoặc sử dụng imiquimod. Một số trường hợp hiếm u di căn có thể cần hóa trị hoặc điều trị đích có thể được sử dụng.

## Triệu chứng lâm sàng
Những bệnh nhân mắc ung thư tế bào đáy thường xuất hiện nốt bóng, màu ngọc trai. Tuy nhiên, ung thư tế bào đáy có thể các màu đỏ tương tự chàm. Ung thư tế bào đáy thể xơ cứng và thâm nhiễm có thể biểu hiện dày da, hoặc sẹo – làm chẩn đoán khó khăn nếu không sinh thiết. Khó phân biệt bằng mắt thường ung thư ung thư tế bào đáy với từ sẹo do mụn trứng cá, tăng sinh elastin do ánh nắng, và gần đây là viêm do phẫu thuật lạnh. 

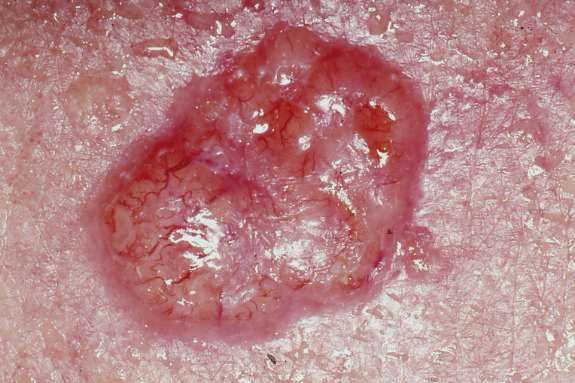
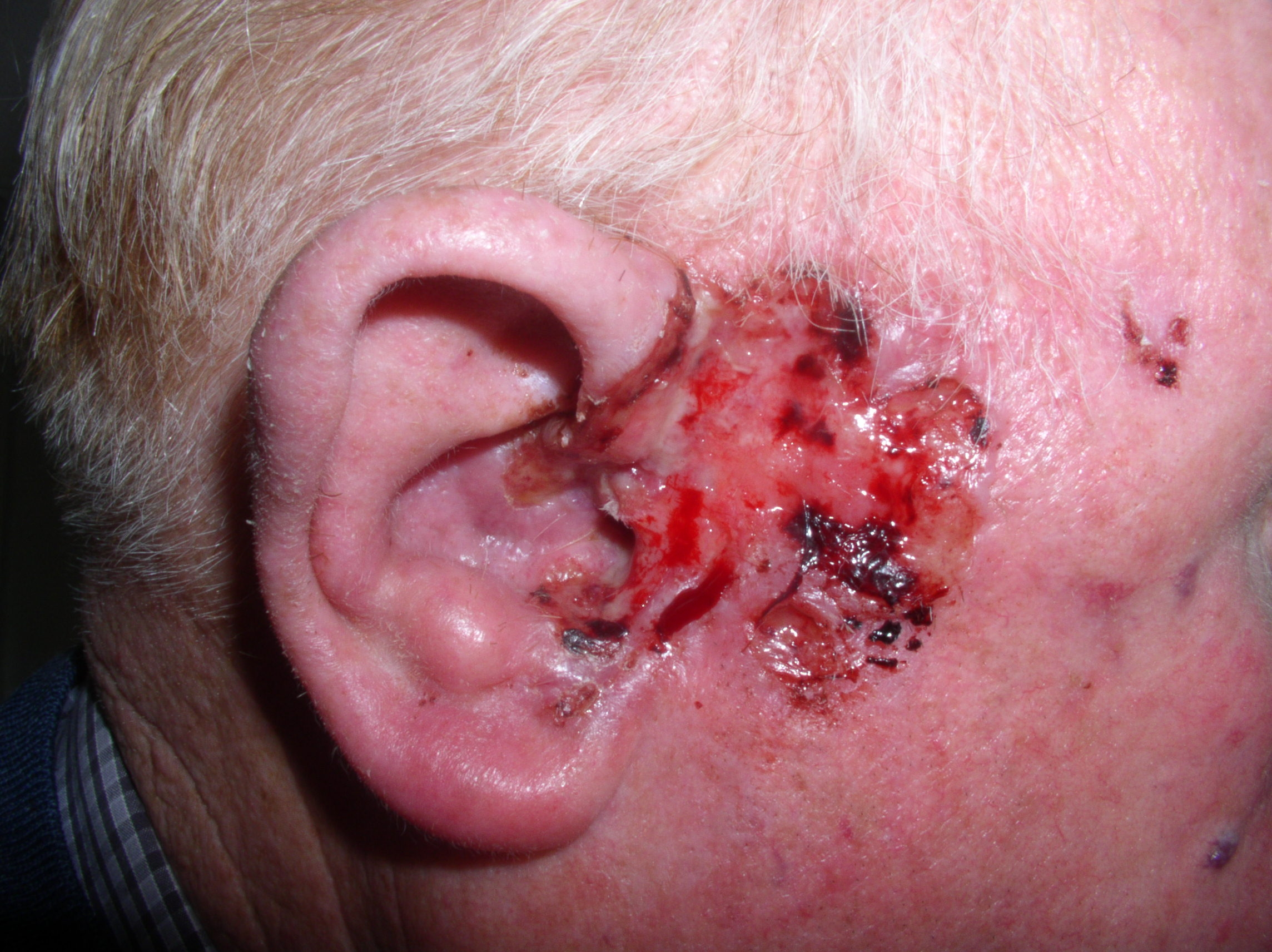
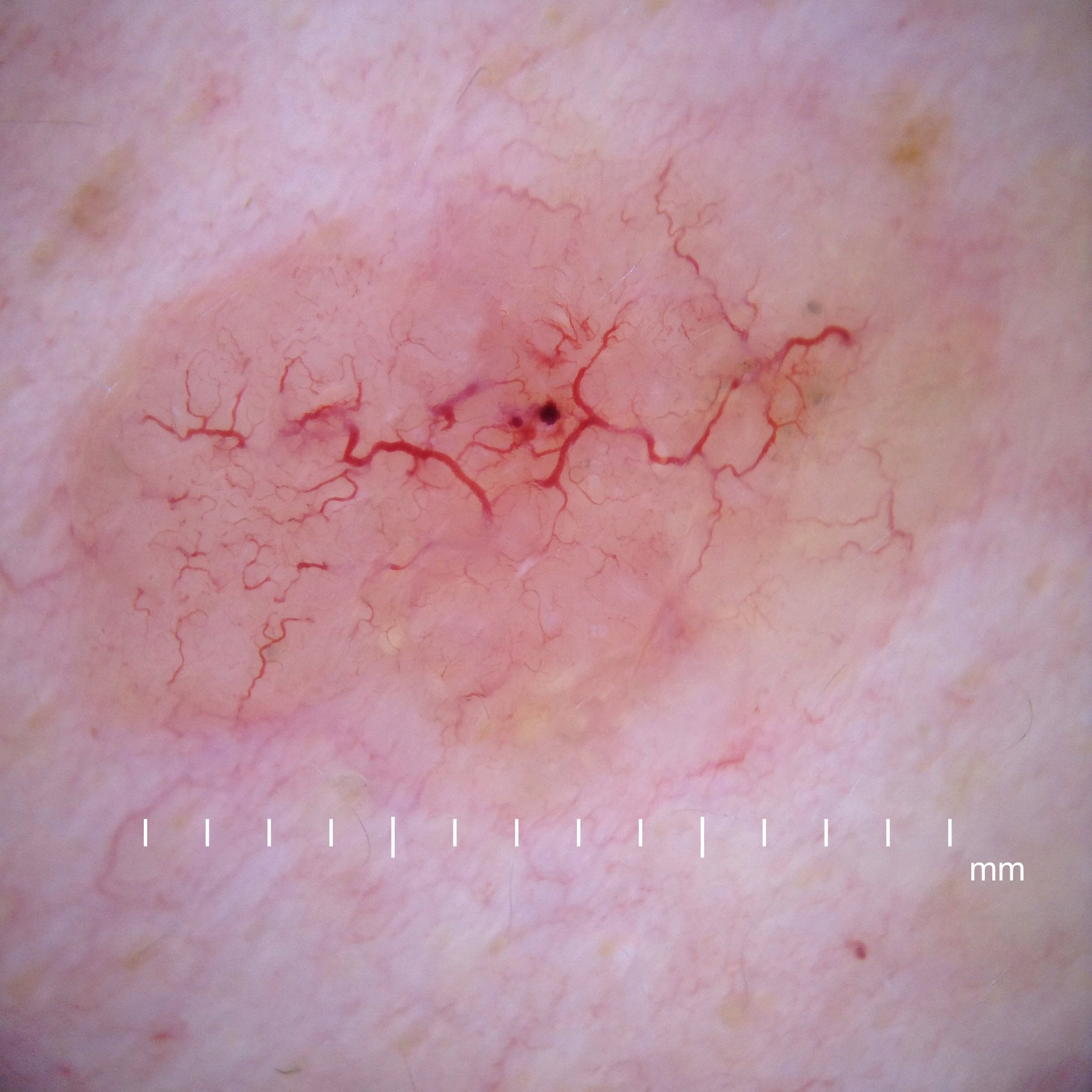
Dermoscopy showing telangiectatic vessels
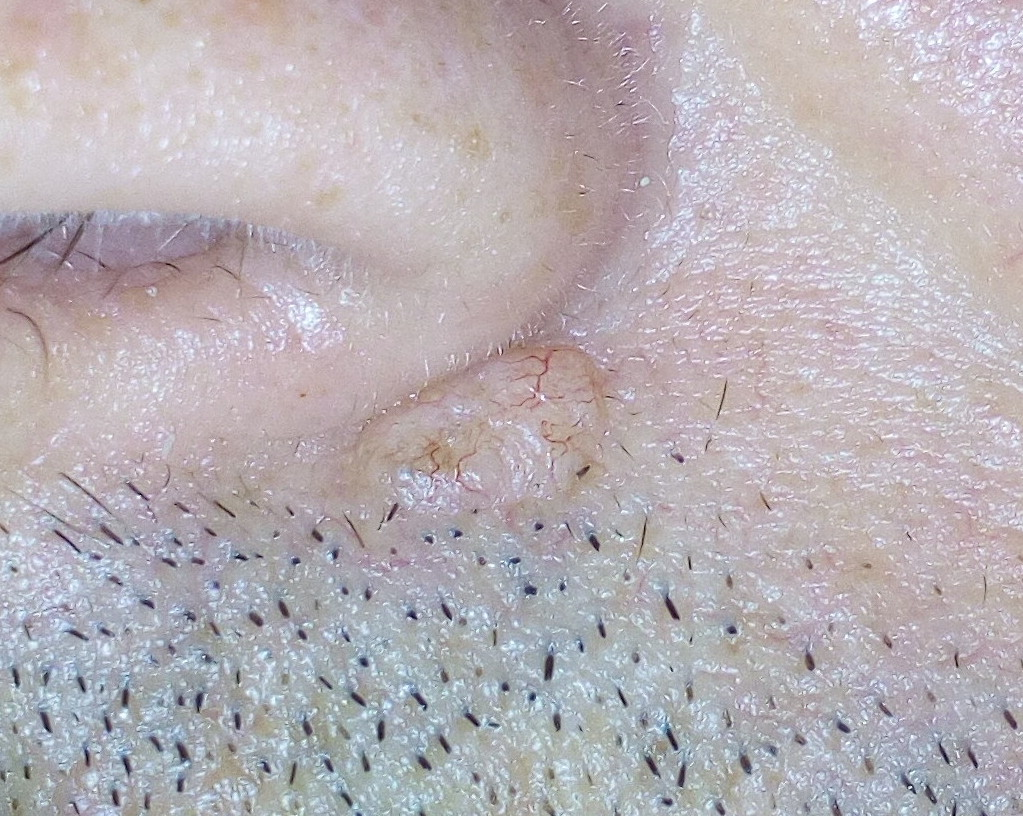
Basal-cell carcinoma

## Nguyên nhân
Khoảng hai phần ba ung thư tế bào đáy xảy ra trên vùng tiếp xúc với ánh sáng mặt trời trên cơ thể. Một phần ba xảy ra ở khu vực cơ thể không được tiếp xúc với ánh sáng mặt trời, nhấn mạnh tính nhạy cảm di truyền ung thư tế bào đáy. 

## Chẩn đoán
Để chẩn đoán ung thư tế bào đáy, sinh thiết da được thực hiện để phân tích mô bệnh học. Phương pháp thông thường nhất là cạo da dưới gây tê tại chỗ.